# 陰陽師 (律令制)
陰陽師（おんみょうじ）は、律令制の日本において陰陽寮に設置された品官。従七位上相当で定員6名。
陰陽道のうち、占筮・式占・相地などの各種占いを担当した。本来、品官であったことから、陰陽寮の四等官が陰陽師を兼帯することが可能であったが、後に陰陽得業生が陰陽師に任じられ、業績を重ねて属などの四等官に任じられるようになった。また、中央ばかりではなく、大宰府・陸奥国・武蔵国のような地方の要所や遣唐使・遣渤海使・征夷使などの特殊な使節に配置された陰陽師もいた。
平安時代中期以後になると、現任の陰陽師のみではなく、陰陽寮の四等官や陰陽寮を学んだり職とした経験のある散位や兼学者など、陰陽寮・陰陽道に関わる人々の総称として「陰陽師」の語が用いられるようになった。